# United States Army Center of Military History

Logo des Center of Military History

Das United States Army Center of Military History (CMH) ist eine geschichtswissenschaftliche Institution des Verteidigungsministeriums der Vereinigten Staaten. Das CMH untersteht dem Administrative Assistant to the Secretary of the Army, welcher wiederum dem United States Secretary of the Army untersteht. Die Historiker, Übersetzer und Kartografen des CMH sind für die Geschichtsschreibung der United States Army verantwortlich.

## Geschichte
Die Ursprünge reichen zurück auf das Jahr 1864, als der Kongress der Vereinigten Staaten dem Kriegsministerium die Erlaubnis erteilte, zum Amerikanischen Unabhängigkeitskrieg zu publizieren. Zwischen 1880 und 1901 erschienen 131 Bände von Dokumenten und Karten als Official Records of the War of the Rebellion. In einem separaten Projekt publizierte das Kriegsministerium zwischen 1870 und 1888 Studien über kriegsmedizinische Erfahrungen der Union Army – die erste offizielle Geschichtsschreibung der United States Army.
Die Reorganisation der US Army und Etablierung des Chief of Staff of the Army (Generalstabschef des Heeres) im Jahre 1903 führten zu einigen geschichtswissenschaftlichen Aktivitäten. Aber erst mit der Schaffung der Historical Branch im März 1918 bekam die US Army eine ständige geschichtswissenschaftliche Institution. Eine geplante umfangreiche geschichtswissenschaftliche Auswertung der US-amerikanischen Beteiligung am Ersten Weltkrieg fand jedoch wegen personeller Kürzungen nicht statt. Der Kriegsminister Newton Diehl Baker junior war der Meinung, dass die Historical Branch sich auf das Sammeln, Bewahren und Publikationen zu rein militärischen Themen konzentrieren sollte. Diese Sichtweise prägte das Selbstverständnis der Geschichtsschreibung der U.S. Army für die nächsten Jahrzehnte. Dennoch ermöglichte der Surgeon General of the United States es der Historical Branch in den 1920ern, die Geschichte des Army Medical Department im Ersten Weltkrieg zu publizieren.
Die personell verkleinerte Historical Branch wurde 1921 als Historical Section an das United States Army War College gehängt. Sie publizierte unter anderem über die Schlachtordnung der US Army im Ersten Weltkrieg. John J. Pershing als Chief of Staff of the Army ermutigte die Historical Section auch für ein Zielpublikum außerhalb des Militärs zu veröffentlichen. 1924 wurde die Sektion für die Geschichtslinien der militärischen Einheiten und Fahnenbänder zuständig. Die Anordnung, dass die Historical Section sich nur auf rein militärische Themen beschränken und keine Geschichtsschreibung zum Ersten Weltkrieg durchzuführen sollte, wurde ab 1929 von der Armeeführung in Frage gestellt. Die Studien zum Ersten Weltkrieg wurden schließlich 1948 veröffentlicht. Sie konzentrieren sich aber auf die American Expeditionary Forces und waren insgesamt ein deutlich weniger ambitionierter Ansatz als die Studien zum Amerikanischen Unabhängigkeitskrieg. Eine kleine Untereinheit der Historical Section erstellte zwischen 1927 und 1933 Studien zu historischen amerikanischen Schlachtfeldern. 1933 wurde diese Untereinheit dem National Park Service unterstellt.
Nach dem Eintritt der Vereinigten Staaten in den Zweiten Weltkrieg wurden neue Anforderungen an das Sammeln von Informationen gestellt. Die Historical Section war überlastet, so arbeiteten trotz aufgestocktem Personal etwa dreiviertel an den Dokumenten zum Ersten Weltkrieg. Auch wollte man eine Grundlage für eine umfangreiche Geschichtsschreibung zum Zweiten Weltkrieg schaffen, ein Vorhaben, das der Historical Section zum Ersten Weltkrieg nicht gelungen war. Eine neue Organisation, die Historical Branch wurde auf Betreiben von John Jay McCloy, Staatssekretär des US-Kriegsministers, im August 1943 geschaffen und an den Militärnachrichtendienst, die Military Intelligence Division (G-2), gehängt. Teams der Historical Branch sammelten an den Kriegsschauplätzen vor Ort Informationen und führten vorbereitende Forschung durch. Auf Wunsch von George C. Marshall, Generalstabschef des Heeres, publizierte die Historical Branch Studien zu einigen militärischen Operationen bereits während des Krieges.
Als die Historical Branch mit der Geschichtsschreibung begann, wurde deutlich, dass der vorgesetzte Militärnachrichtendienst wenig Verständnis für diese Arbeit hatte. Die Historical Branch wurde deshalb im November 1945 als Historical Division umgruppiert und dem Kriegsministerium unterstellt. Im folgenden Jahr übernahm sie das Personal und die Funktion der Historical Section des Army War College. Der Umfang und die Ausrichtung der einzelnen Teile der Reihe United States Army in World War II unterlag vielen Änderungen. So führte der Umstand, dass die United States Army Air Forces zu der eigenständigen Teilstreitkraft United States Air Force umstrukturiert wurden, auch zu einer Verschiebung des Themengebiets. Die Historiker der Historical Division stützten sich teilweise auf Dokumente und Aussagen von Militärs der besiegten Feindstaaten. So haben ehemalige deutsche Offiziere in der Operational History (German) Section eine Vielzahl von Studien erstellt. Ein ähnliches Programm, in kleinerem Umfang, gab es mit japanischen Offizieren. Letztendlich ist die Reihe United States Army in World War II bis 1992 auf 78 Bände angewachsen.
1950 wurde die Historical Division als Office of the Chief of Military History (OCMH) umbenannt. Der Koreakrieg erforderte ähnliche Maßnahmen wie zur Zeit des Zweiten Weltkrieges. Während die meisten Historiker des OMCH mit der Geschichtsschreibung des Zweiten Weltkrieges beschäftigt waren, wurden Reserveoffiziere mit geschichtswissenschaftlicher Ausbildung an den Kriegsschauplatz beordert. Knappe Budgets nach dem Krieg führten zu einer Verzögerung der Fertigstellung der Geschichtsschreibung zum Zweiten Weltkrieg und Koreakrieg. Im Jahre 1962 erfolgte die Zentralisierung von fünf technischen Bereichen in das United States Army Materiel Command. Das OCMH übernahm dabei einige Historiker dieser technischen Bereiche. Auch wurde dem OCMH die Aufsicht über Museen der U.S. Army übertragen.
Während des Vietnamkrieges verfolgte das OCMH ein anderes Konzept der Informationssammlung. Anstatt wie im Zweiten Weltkrieg und Koreakrieg die Historiker im Kriegsschauplatz detaillierte Berichte schreiben zu lassen, wurden kleine Teams direkt zu den Einheiten entsandt, um diesen bei der Erstellung der Berichte zu helfen.
Im Juni 1973 wurde das OCMH aufgrund einer Umstrukturierung in Center of Military History (CMH) umbenannt. 1978 nahm das CMH die Army Medical Department's Historical Unit, die geschichtswissenschaftliche Einheit des Army Medical Department, auf.